# Мигицко, Сергей Григорьевич
Серге́й Григо́рьевич Мигицко́ (род. 23 апреля 1953, Одесса) — советский и российский актёр театра и кино, телеведущий. Народный артист России (1998).

## Биография
Сергей Мигицко родился 23 апреля 1953 года в Одессе в семье военного. Отец родом из Москвы, по национальности украинец. Мать родом из Очакова (близ Одессы), по национальности наполовину украинка, наполовину полька.
Окончил Одесскую школу № 119 (впоследствии Одесскую гимназию № 1 имени А. П. Быстриной). В школьные годы участвовал в художественной самодеятельности, был капитаном команды КВН.
В 1974 году окончил ЛГИТМиК (курс Игоря Владимирова).
По окончании института был приглашён в Малый драматический театр, где проработал один год.
С 1975 года — актёр театра имени Ленсовета.
Обрёл известность после роли Хлестакова в фильме Леонида Гайдая «Инкогнито из Петербурга» (1977) — экранизации комедии Николая Гоголя «Ревизор».
На телеканале «Культура» вёл передачу «Кто в доме хозяин».

## Признание и награды
- Народный артист России (1998)[источник?].
- Заслуженный артист РСФСР (1991).[2]
- Благодарность Законодательного Собрания Санкт-Петербурга (2013) — за выдающиеся личные заслуги в сфере культуры и искусства в Санкт-Петербурге, многолетнюю успешную творческую деятельность, а также в связи с 80-летием со дня основания Санкт-Петербургского государственного бюджетного учреждения культуры «Санкт-Петербургский академический Театр имени Ленсовета»[3]
- Лауреат премии «Люди нашего города» в номинации «Актёр года» (2001)[источник?].
- Лауреат независимой театральной Премии имени В. Стржельчика (2002)[источник?].
- Лауреат премии «Золотой софит» за роль Фредерика Леметра в спектакле «Фредерик или Бульвар преступлений» (2003)[источник?].
- Лауреат Царскосельской художественной премии (2006) за «андерсеновскую нотку в творчестве»[источник?].
- Лауреат приза «За лучшую мужскую роль» на XV кинофестивале «Виват кино России!» (2007) — за роль Андерсена в фильме «Андерсен. Жизнь без любви»[4].
- Лауреат премии «Золотой софит» за роль Молчанова в спектакле «Я ненавижу Гамлета» (2023)[источник?].

## Творчество

### Роли в театре
- «Я ненавижу Гамлета» (Санкт-Петербургский театр музыкальной комедии) — Молчанов
- «Ты и только ты» (по «Отражениям» Т. Стоппарда) — Генри
- «Бременские музыканты» — Осёл
- «Гусар из КГБ»
- «Мнимый больной» Мольера
- «Самодуры»
- «Жак и его господин»
- «Левша» по Н. Лескову — Кисельвроде / Пахомыч / лекарь-аптекарь
- «Фредерик, или Бульвар преступлений» Э.-Э. Шмитта — Фредерик Леметр
- «Приглашение в замок»
- «Ленин в Разливе» (балет)
- «Горе от ума» А. С. Грибоедова — Репетилов
- «Сублимация любви» Альдо де Бенедетти — Пьеро
- «Испанская баллада» — Иегуда
- «Ревизор» Н. Гоголя — Городничий
- «Интимная жизнь»
- «На всякого мудреца довольно простоты» А. Н. Островского
- «Дракон»
- «День и ночь»
- «Собачье сердце» по М. А. Булгакову — Шариков
- «Дон Кихот» по М. Сервантесу
- «Без вины виноватые» А. Н. Островского
- «Дядя Ваня» А. П. Чехова — Серебряков

## Телевизионная карьера
- 1983 — Кошкин дом — Петух
- 1989 — Телепроект «Сказка за сказкой», постановка «Злюка-Клюка XVI», ведьмочка Злюка-Клюка XVI
- 2007 — Телепроект «Кто в доме хозяин» на телеканале «Культура»[5]
- 2008 — Телепроект «Как это делалось в Одессе» на Пятом канале[6]
- 2010 — Документальный сериал «Непридуманные истории футбола», студия SK Production, Киев

## Фильмография
- 1974 — Дорогой мальчик — Билл
- 1974 — Соломенная шляпка — Бобен
- 1976 — Сентиментальный роман — Сеня Городницкий
- 1977 — Инкогнито из Петербурга — Иван Александрович Хлестаков, чиновник из Петербурга
- 1978 — Пока безумствует мечта — Луи Пейзак, французский пилот
- 1980 — Только в мюзик-холле — Андрей Васильевич
- 1981 — Чёрный треугольник — эпизод
- 1984 — Герой её романа — Юрочка Лялин
- 1985 — Искренне Ваш… — стоматолог, приятель Павла
- 1986 — Джек Восьмёркин — «американец» — главный редактор «Крестьянской газеты»
- 1987 — Первая встреча, последняя встреча — поручик Бобрин
- 1987 — Акселератка — инспектор Рубашевский
- 1988 — Дорогое удовольствие — Игорь Александрович Кравцов
- 1988 — Эти… три верные карты… — игрок
- 1989 — Искусство жить в Одессе — Моня-артиллерист
- 1989 — Сирано де Бержерак — Вальвер
- 1989 — Светлая личность — мистер Пип
- 1990 — Ловушка для одинокого мужчины — полицейский Жан
- 1990 — Мой муж — инопланетянин — Виктор / Казимир
- 1990 — Враг народа Бухарин — учитель гимназии
- 1991 — Дело Сухово-Кобылина — следователь
- 1991 — Дура — Морестан
- 1991 — Виват, гардемарины! — маркиз Шетарди
- 1992 — Чекист — родственник капитана Клименко
- 1993 — Жизнь с идиотом — Вова
- 1993 — Акт
- 1994 — На кого Бог пошлёт — Аркадий
- 1995 — Спасибо, доктор (короткометражка) — Сергей
- 1999 — Улицы разбитых фонарей 2 («Всё это рок-н-ролл») — Стрижинский
- 2001 — Ниро Вульф и Арчи Гудвин — Фриц Брённер, повар в доме частного детектива Ниро Вульфа
- 2001 — Агентство
- 2003 — Удачи тебе, сыщик — классик
- 2003 — Иванов и Рабинович — Яцек Штур
- 2004 — Шахматист
- 2004 — Новые приключения Ниро Вульфа и Арчи Гудвина — Фриц Брённер, повар в доме частного детектива Ниро Вульфа
- 2004 — Пять звёзд — метрдотель
- 2004 — На вираже — Армен Борисович Сарочан
- 2005 — Доктор Живаго — Гордон
- 2005 — Опера. Хроники убойного отдела 2 («Закон жанра») — Панов
- 2005 — Убойная сила 6 — издатель
- 2006 — Травести — Савский
- 2006 — Андерсен. Жизнь без любви — Ханс Кристиан Андерсен / Учёный / король Дании Христиан X
- 2006 — Zадов in Rеалити — Борис Пержо
- 2007 — Суженый-ряженый — доктор
- 2008 — Время земляники — отец Стаса
- 2009 — Литейный (третий сезон) — Иван Малинин
- 2009 — Стерва — Колобов
- 2010 — Клуб счастья — Вячеслав, отец Кати / художник / архитектор
- 2012 — Агент особого назначения 4 — Евгений Шурыгин
- 2012 — Дыши со мной 2 — Евгений Алексеевич Стешкин
- 2012 — Тайны следствия 11 (2012) (серия (76) 4 «Маэстро») — мастер «Страдивари»
- 2013 — Шагал — Малевич — Израиль Вишняк
- 2013 — Шерлок Холмс — Филипп Макинтайр
- 2013 — Три богатыря — король
- 2013 — Горюнов — Михаил Михайлович Петровский, отец Александра и Дарьи Петровских.
- 2014 — Тест на беременность — Александр Анатольевич Донцов, анестезиолог
- 2014 — Sex, кофе, сигареты — отец менеджера
- 2018 — Тест на беременность 2 — Александр Анатольевич Донцов, анестезиолог
- 2019 — Подкидыш — Абрам Зеленфройд, хозяин ювелирного магазина
- 2021 — Бабки — Лёва-спортсмен
- 2022 — Миттельмарш — Шварц
- 2022 — Чайки — Валентин Фомич Зима, волейбольный тренер
- 2022 — Тест на беременность 3 — Александр Анатольевич Донцов
- 2023 — Чижик-Пыжик возвращается — Рябчиков
- 2023 — Тест на беременность 4 — Александр Анатольевич Донцов
- 2023 — Моя девочка — Роман Андреевич
- 2023 — Большой дом — Пифагор
- 2023 — Федя. Народный футболист — доктор
- 2023 — Одна дома — дедушка
- 2024 — Любви не бывает? — психиатр

### Телеспектакли
- 1975 — Шагреневая кожа
- 1976 — Фердинанд великолепный — вор
- 1986 — Прекрасная Елена — Орест
- 2000 — Горе от ума